# Lei das manchetes de Betteridge
A lei das manchetes de Betteridge é um ditado que afirma: "Qualquer manchete que termine com um ponto de interrogação pode ser respondida com a palavra não." É nomeado em homenagem a Ian Betteridge, um jornalista de tecnologia britânico que escreveu sobre o assunto em 2009, embora o princípio seja muito mais antigo.   Baseia-se na suposição de que, se os editores estivessem confiantes de que a resposta era sim, eles a teriam apresentado como uma afirmação; ao apresentá-la como uma pergunta, eles não são responsáveis por saber se está correta ou não. O ditado não se aplica a perguntas que são mais abertas do que perguntas estritas de sim ou não. 

## Estudos
Um estudo de 2016 de uma amostra de periódicos acadêmicos (não publicações de notícias) que se propôs a testar a lei de Betteridge e a regra de Hinchliffe descobriu que poucos títulos foram colocados como perguntas e, desses, poucos eram perguntas sim/não e eram mais muitas vezes respondidas "sim" no corpo do artigo, em vez de "não". 
Em 2015, um estudo de 26.000 artigos de 13 sites de notícias na Web, conduzido por um cientista de dados e publicado em seu blog, constatou que a maioria (54%) eram perguntas sim/não, divididas em 20% de respostas "sim ", 17 por cento de respostas "não" e 16 por cento cujas respostas ele não conseguiu determinar (todas as porcentagens arredondadas por Linander). 